# Campeonato de Primera C 2004-05 (Argentina)
El Campeonato de Primera C 2004/05 fue la septuagésima primera temporada de la categoría y la decimoctava de esta división como cuarta categoría del fútbol argentino. Fue disputado entre el 7 de agosto de 2004 y el 18 de junio de 2005 por 20 equipos.
En este torneo se incorporaban Colegiales y Argentino de Quilmes (descendidos de la Primera B) y Barracas Bolívar (campeón de la Primera D).
El campeón fue Comunicaciones, que ganó el Clausura y venció en la final a Colegiales, ganador del Apertura. El ganador del torneo reducido fue Deportivo Merlo.
El descenso a Primera D correspondió a Ituzaingó, último en la tabla de promedios.

## Ascensos y descensos
| Promedio | Descendido de la Primera C 2003-04 |
| -------- | ---------------------------------- |
| 19.°     | Liniers                            |

| Posición | Ascendido de la Primera D 2003-04 |
| -------- | --------------------------------- |
| Campeón  | Barracas Bolívar                  |

| Posición | Ascendido a la Primera B 2004-05 |
| -------- | -------------------------------- |
| Campeón  | Argentino de Rosario             |

| Promedio | Descendidos de la Primera B 2003-04 |
| -------- | ----------------------------------- |
| 21.º     | Colegiales                          |
| 22.º     | Argentino de Quilmes                |

- De esta manera, el número de equipos participantes aumentó a 20.

## Equipos participantes
| Equipo                | Ciudad         | Estadio                    | Capacidad |
| --------------------- | -------------- | -------------------------- | --------- |
| Acassuso              | Boulogne       | La Quema                   | 800       |
| Argentino (M)         | Merlo          | Argentino de Merlo         | 11.000    |
| Argentino de Quilmes  | Quilmes        | Argentino de Quilmes       | 7000      |
| Barracas Bolívar      | Bolívar        | Municipal de Bolívar       | 4000      |
| Barracas Central      | Buenos Aires   | Barracas Central           | 4400      |
| Cañuelas              | Cañuelas       | Jorge Alfredo Arín         | 1500      |
| Colegiales            | Munro          | Libertarios Unidos         | 6000      |
| Comunicaciones        | Buenos Aires   | Alfredo Ramos              | 3500      |
| Deportivo Merlo       | Merlo          | José Manuel Moreno         | 7500      |
| Dock Sud              | Dock Sud       | De Los Inmigrantes         | 9500      |
| Excursionistas        | Buenos Aires   | Excursionistas             | 7200      |
| General Lamadrid      | Buenos Aires   | Enrique Sexto              | 3500      |
| Ituzaingó             | Ituzaingó      | Ituzaingó                  | 3500      |
| Justo José de Urquiza | Loma Hermosa   | Ramón Roque Martín         | 2500      |
| Luján                 | Luján          | Municipal de Luján         | 2000      |
| Sacachispas           | Buenos Aires   | Roberto Larrosa            | 4000      |
| San Martín            | Burzaco        | Francisco Boga             | 5000      |
| San Miguel            | Los Polvorines | Malvinas Argentinas        | 11.000    |
| Villa Dálmine         | Campana        | Coliseo de Mitre y Puccini | 12.000    |
| Villa San Carlos      | Berisso        | Genacio Sálice             | 4000      |

|  |

### Distribución geográfica de los equipos
| Región                                   | Cant. | Equipos |
| ---------------------------------------- | ----- | --- |
| Conurbano bonaerense                     | 10    | Acassuso, Argentino de Merlo, Argentino de Quilmes, Colegiales, Deportivo Merlo, Dock Sud, Ituzaingó, Justo José de Urquiza, San Martín (B) y San Miguel |
| Ciudad de Buenos Aires                   | 5     | Barracas Central, Comunicaciones, Excursionistas, General Lamadrid y Sacachispas                                                                         |
| Interior de la provincia de Buenos Aires | 4     | Barracas Bolívar, Cañuelas, Luján y Villa Dálmine |
| Gran La Plata                            | 1     | Villa San Carlos |

## Formato

### Competición
Se disputaron dos torneos llamados Apertura y Clausura. En cada uno de ellos, los 20 equipos se enfrentaron todos contra todos. Ambos se jugaron a una sola rueda. Los partidos disputados en el Torneo Clausura representaron los desquites de los del Torneo Apertura, invirtiendo la localía. Si el ganador de ambas fases fuera el mismo equipo, sería el campeón. En cambio, si los ganadores del Apertura y el Clausura fueran dos equipos distintos disputarían una final a dos partidos para determinarlo.

### Ascensos
Los ganadores de cada uno de los torneos disputaron una final cuyo ganador se consagró campeón y ascendió directamente. Los seis equipos mejor ubicados en la tabla de posiciones final, a excepción de los clasificados a la final por el campeonato, clasificaron a los cuartos de final del Torneo reducido al que en semifinales se sumó el perdedor de la final por el campeonato. El ganador disputó una Promoción contra un equipo de la Primera B.

### Descensos
El promedio se calculó con los puntos obtenidos en la fase regular de los torneos de 2002-03, 2003-04 y 2004-05. El equipo que ocupó el último lugar de la tabla de promedios descendió a la Primera D, mientras que el anteúltimo disputó una Promoción contra un equipo de dicha categoría.

## Torneo Apertura
| Pos. | Equipo               | Pts. | PJ | PG | PE | PP | GF | GC | Dif. |
| ---- | -------------------- | ---- | -- | -- | -- | -- | -- | -- | ---- |
| 01.º | Colegiales           | 36   | 19 | 10 | 6  | 3  | 24 | 9  | 15   |
| 02.º | Deportivo Merlo      | 35   | 19 | 10 | 5  | 4  | 30 | 17 | 13   |
| 03.º | Excursionistas       | 35   | 19 | 10 | 5  | 4  | 20 | 11 | 9    |
| 04.º | Argentino de Quilmes | 31   | 19 | 9  | 4  | 6  | 26 | 20 | 6    |
| 05.º | General Lamadrid     | 30   | 19 | 7  | 9  | 3  | 26 | 23 | 3    |
| 06.º | San Martín (B)       | 29   | 19 | 9  | 2  | 8  | 26 | 25 | 1    |
| 07.º | Argentino (M)        | 29   | 19 | 8  | 5  | 6  | 24 | 23 | 1    |
| 08.º | Acassuso             | 29   | 19 | 8  | 5  | 6  | 22 | 23 | −1   |
| 09.º | Villa Dálmine        | 27   | 19 | 7  | 6  | 6  | 14 | 14 | 0    |
| 10.º | San Miguel           | 26   | 19 | 6  | 8  | 5  | 21 | 13 | 8    |
| 11.º | J. J. Urquiza        | 25   | 19 | 6  | 7  | 6  | 27 | 25 | 2    |
| 12.º | Barracas Bolívar     | 25   | 19 | 6  | 7  | 6  | 18 | 20 | −2   |
| 13.º | Cañuelas             | 24   | 19 | 6  | 6  | 7  | 23 | 19 | 4    |
| 14.º | Sacachispas          | 23   | 19 | 6  | 5  | 8  | 17 | 20 | −3   |
| 15.º | Villa San Carlos     | 22   | 19 | 5  | 7  | 7  | 20 | 27 | −7   |
| 16.º | Ituzaingó            | 20   | 19 | 4  | 8  | 7  | 11 | 19 | −8   |
| 17.º | Barracas Central     | 19   | 19 | 4  | 7  | 8  | 13 | 27 | −14  |
| 18.º | Luján                | 18   | 19 | 4  | 6  | 9  | 19 | 21 | −2   |
| 19.º | Comunicaciones       | 13   | 19 | 2  | 7  | 10 | 18 | 30 | −12  |
| 20.º | Dock Sud             | 13   | 19 | 2  | 7  | 10 | 15 | 28 | −13  |

|  | Ganador del Torneo Apertura. |

|  |

## Torneo Clausura
| Pos. | Equipo               | Pts. | PJ | PG | PE | PP | GF | GC | Dif. |
| ---- | -------------------- | ---- | -- | -- | -- | -- | -- | -- | ---- |
| 01.º | Comunicaciones       | 42   | 19 | 13 | 3  | 3  | 43 | 17 | 26   |
| 02.º | Villa Dálmine        | 35   | 19 | 10 | 5  | 4  | 31 | 22 | 9    |
| 03.º | Villa San Carlos     | 35   | 19 | 10 | 5  | 4  | 28 | 21 | 7    |
| 04.º | Argentino (M)        | 31   | 19 | 8  | 7  | 4  | 23 | 15 | 8    |
| 05.º | Excursionistas       | 31   | 19 | 9  | 4  | 6  | 33 | 27 | 6    |
| 06.º | Deportivo Merlo      | 29   | 19 | 8  | 5  | 6  | 31 | 26 | 5    |
| 07.º | Ituzaingó            | 28   | 19 | 8  | 4  | 7  | 28 | 23 | 5    |
| 08.º | Cañuelas             | 28   | 19 | 7  | 7  | 5  | 19 | 16 | 3    |
| 09.º | General Lamadrid     | 28   | 19 | 7  | 7  | 5  | 22 | 20 | 2    |
| 10.º | Barracas Central     | 27   | 19 | 7  | 6  | 6  | 19 | 24 | −5   |
| 11.º | Sacachispas          | 26   | 19 | 7  | 5  | 7  | 22 | 21 | 1    |
| 12.º | Acassuso             | 23   | 19 | 6  | 5  | 8  | 24 | 29 | −5   |
| 13.º | J. J. Urquiza        | 21   | 19 | 6  | 3  | 10 | 24 | 31 | −7   |
| 14.º | Dock Sud             | 21   | 19 | 5  | 6  | 8  | 21 | 29 | −8   |
| 15.º | Barracas Bolívar     | 19   | 19 | 5  | 4  | 10 | 24 | 23 | 1    |
| 16.º | Luján                | 17   | 19 | 4  | 5  | 10 | 14 | 29 | −15  |
| 17.º | Argentino de Quilmes | 16   | 19 | 4  | 4  | 11 | 19 | 32 | −13  |
| 18.º | Colegiales           | 14   | 19 | 5  | 8  | 6  | 21 | 19 | 2    |
| 19.º | San Martín (B)       | 13   | 19 | 2  | 7  | 10 | 18 | 32 | −14  |
| 20.º | San Miguel           | 10   | 19 | 6  | 4  | 9  | 15 | 25 | −10  |

|  | Ganador del Torneo Clausura. |

|  |

## Final por el Campeonato
Los ganadores del Apertura y Clausura, Colegiales y Comunicaciones, se enfrentaron en 2 partidos alternando la localía para definir al campeón y el primer ascenso. El perdedor de esta final accedió directamente a semifinales del Torneo Reducido por el segundo ascenso.
| Final (Ida)      | Final (Ida) | Final (Ida)      | Final (Ida)             | Final (Ida) | Final (Ida) |
| Ganador Apertura | Resultado   | Ganador Clausura | Estadio                 | Fecha       |             |
| ---------------- | ----------- | ---------------- | ----------------------- | ----------- | ----------- |
| Colegiales       | 0 - 0       | Comunicaciones   | Ciudad de Vicente López | 15 de mayo  |             |

| Final (Vuelta)                                                                          | Final (Vuelta) | Final (Vuelta)   | Final (Vuelta)  | Final (Vuelta) | Final (Vuelta) |
| Ganador Clausura                                                                        | Resultado      | Ganador Apertura | Estadio         | Fecha          |                |
| --------------------------------------------------------------------------------------- | -------------- | ---------------- | --------------- | -------------- | -------------- |
| Comunicaciones                                                                          | 2 - 1          | Colegiales       | Nuevo Gasómetro | 21 de mayo     |                |
| Global 2-1. Comunicaciones se consagró campeón y ascendió a la Primera B Metropolitana. |                |                  |                 |                |                |

## Tabla de posiciones del campeonato
| Pos. | Equipo               | Pts. | PJ | PG | PE | PP | GF | GC | Dif. |
| ---- | -------------------- | ---- | -- | -- | -- | -- | -- | -- | ---- |
| 01.º | Excursionistas       | 66   | 38 | 19 | 9  | 10 | 53 | 38 | 15   |
| 02.º | Deportivo Merlo      | 64   | 38 | 18 | 10 | 10 | 61 | 43 | 18   |
| 03.º | Villa Dálmine        | 62   | 38 | 17 | 11 | 10 | 45 | 36 | 9    |
| 04.º | Argentino (M)        | 60   | 38 | 16 | 12 | 10 | 47 | 38 | 9    |
| 05.º | General Lamadrid     | 58   | 38 | 14 | 16 | 8  | 48 | 43 | 5    |
| 06.º | Villa San Carlos     | 57   | 38 | 15 | 12 | 11 | 48 | 48 | 0    |
| 07.º | Comunicaciones       | 55   | 38 | 15 | 10 | 13 | 61 | 47 | 14   |
| 08.º | Cañuelas             | 52   | 38 | 13 | 13 | 12 | 42 | 35 | 7    |
| 09.º | Acassuso             | 52   | 38 | 14 | 10 | 14 | 46 | 52 | −6   |
| 10.º | Colegiales           | 50   | 38 | 15 | 14 | 9  | 45 | 28 | 17   |
| 11.º | Sacachispas          | 49   | 38 | 13 | 10 | 15 | 39 | 41 | −2   |
| 12.º | Ituzaingó            | 48   | 38 | 12 | 12 | 14 | 39 | 42 | −3   |
| 13.º | Argentino de Quilmes | 47   | 38 | 13 | 8  | 17 | 45 | 52 | −7   |
| 14.º | J. J. Urquiza        | 46   | 38 | 12 | 10 | 16 | 51 | 56 | −5   |
| 15.º | Barracas Central     | 46   | 38 | 11 | 13 | 14 | 32 | 51 | −19  |
| 16.º | Barracas Bolívar     | 44   | 38 | 11 | 11 | 16 | 42 | 43 | −1   |
| 17.º | San Martín (B)       | 42   | 38 | 11 | 9  | 18 | 44 | 57 | −13  |
| 18.º | San Miguel           | 36   | 38 | 12 | 12 | 14 | 36 | 38 | −2   |
| 19.º | Luján                | 35   | 38 | 8  | 11 | 19 | 33 | 50 | −17  |
| 20.º | Dock Sud             | 34   | 38 | 7  | 13 | 18 | 36 | 57 | −21  |

|  | Clasificados a cuartos de final del Torneo Reducido.                                  |
|  | Campeón tras ganar la final por el campeonato.                                        |
|  | Clasificado a semifinales del Torneo Reducido tras perder la final por el campeonato. |

|  |

## Tabla de promedios
| Pos | Equipo               | PJ  | 2002/03 | 2003/04 | 2004/05 | Pts | Promedio |
| --- | -------------------- | --- | ------- | ------- | ------- | --- | -------- |
| 1º  | Villa Dálmine        | 108 | 62      | 58      | 62      | 182 | 1,685    |
| 2º  | Barracas Central     | 108 | 49      | 76      | 46      | 171 | 1,583    |
| 3º  | Sacachispas          | 74  | -       | 67      | 49      | 116 | 1,568    |
| 4º  | Colegiales           | 72  | 62      | -       | 50      | 112 | 1,556    |
| 5º  | Argentino (M)        | 108 | 53      | 53      | 60      | 166 | 1,537    |
| 6º  | Comunicaciones       | 108 | 48      | 60      | 55      | 163 | 1,509    |
| 7º  | General Lamadrid     | 108 | 47      | 53      | 58      | 158 | 1,463    |
| 8º  | Excursionistas       | 108 | 43      | 40      | 66      | 149 | 1,380    |
| 9º  | Acassuso             | 108 | 49      | 41      | 52      | 142 | 1,315    |
| 10º | Villa San Carlos     | 108 | 50      | 33      | 57      | 140 | 1,296    |
| 11º | Deportivo Merlo      | 108 | 40      | 32      | 64      | 136 | 1,259    |
| 12º | Cañuelas             | 108 | 39      | 43      | 52      | 134 | 1,241    |
| 13º | Argentino de Quilmes | 38  | -       | -       | 47      | 47  | 1,237    |
| 14º | Dock Sud             | 108 | 49      | 49      | 34      | 132 | 1,222    |
| 15º | J. J. Urquiza        | 108 | 36      | 49      | 46      | 131 | 1,213    |
| 16º | Luján                | 108 | 44      | 50      | 35      | 129 | 1,194    |
| 17º | Barracas Bolívar     | 38  | -       | -       | 44      | 44  | 1,158    |
| 18º | San Martín (Burzaco) | 108 | 37      | 46      | 42      | 125 | 1,157    |
| 19º | San Miguel           | 74  | -       | 47      | 36      | 83  | 1,122    |
| 20º | Ituzaingó            | 108 | 45      | 26      | 48      | 119 | 1,102    |

|  | Disputó la Promoción contra un equipo de la Primera D. . |
|  | Descendió a la Primera D.                                |

## Torneo reducido
Nota: Los equipos ubicados desde el 1.er lugar hasta el 6.º lugar de la Tabla general de la temporada, sumado el ganador del Apertura, participan del torneo reducido, el ganador participa de la promoción por el ascenso a la Primera B.
Nota: Los partidos son ida y vuelta con ventaja deportiva para el mejor ubicado en la tabla.
|  | Cuartos de final             | Cuartos de final             | Cuartos de final             |   |               | Semifinales                  | Semifinales                  | Semifinales                  |  |  | Final                          | Final                          | Final                          |
|  | del 21 de mayo al 25 de mayo | del 21 de mayo al 25 de mayo | del 21 de mayo al 25 de mayo |   |               | del 29 de mayo al 4 de junio | del 29 de mayo al 4 de junio | del 29 de mayo al 4 de junio |  |  | del 12 de junio al 18 de junio | del 12 de junio al 18 de junio | del 12 de junio al 18 de junio |
|  |                              |                              |                              |   |               |                              |                              |                              |  |  |                                |                                |                                |
|  | Colegiales                   |                              |                              |   |               |                              |                              |                              |  |  |                                |                                |                                |
|  |                              |                              |                              |   |               |                              |                              |                              |  |  |                                |                                |                                |
|  |                              | Colegiales                   | 3                            | 1 |               |                              |                              |                              |  |  |                                |                                |                                |
|  |                              |                              |                              | 1 |               |                              |                              |                              |  |  |                                |                                |                                |
|  |                              | Excursionistas               | 1                            | 1 |               |                              |                              |                              |  |  |                                |                                |                                |
|  | Villa San Carlos             | Excursionistas               | 1                            | 1 | 0             | 2                            |                              |                              |  |  |                                |                                |                                |
|  | Villa San Carlos             |                              |                              |   | 0             | 2                            |                              |                              |  |  |                                |                                |                                |
|  | Excursionistas               | 2                            | 0                            |   |               |                              |                              |                              |  |  |                                |                                |                                |
|  |                              |                              |                              |   |               |                              |                              |                              |  |  | Colegiales                     | 0                              | 2                              |
|  |                              |                              | Deportivo Merlo              | 1 | 2             |                              |                              |                              |  |  |                                |                                |                                |
|  | Argentino (M)                | 1                            | 0                            |   |               |                              |                              |                              |  |  |                                |                                |                                |
|  | Villa Dálmine                | 1                            | 0                            |   |               |                              |                              |                              |  |  |                                |                                |                                |
|  | Villa Dálmine                | 1                            | 0                            |   | Villa Dálmine | 1                            | 1                            |                              |  |  |                                |                                |                                |
|  |                              |                              |                              |   | Villa Dálmine | 1                            | 1                            |                              |  |  |                                |                                |                                |
|  |                              | Deportivo Merlo              | 4                            | 0 |               |                              |                              |                              |  |  |                                |                                |                                |
|  | General Lamadrid             | Deportivo Merlo              | 4                            | 0 | 2             | 1                            |                              |                              |  |  |                                |                                |                                |
|  | General Lamadrid             |                              |                              |   | 2             | 1                            |                              |                              |  |  |                                |                                |                                |
|  | Deportivo Merlo              | 2                            | 5                            |   |               |                              |                              |                              |  |  |                                |                                |                                |

## Promociones

### Primera C - Primera D
Esta promoción se definirá entre San Miguel (penúltimo del promedio de la Primera C) y el campeón del torneo reducido de la Primera D Liniers y se jugaron en partidos de ida y vuelta. Liniers hizo de local en el primer partido de la llave, mientras que San Miguel jugó de local, en el partido de vuelta de la llave.
| Liniers                                                | 2 - 1 | San Miguel | Juan Antonio Arias | 18 de junio |
| San Miguel                                             | 4 - 1 | Liniers    | De los Eucaliptus  | 25 de junio |
| San Miguel mantiene la categoría con un global de 5-3. |       |            |                    |             |

### Primera B - Primera C
Esta promoción se definirá entre Cambaceres (penúltimo del promedio de la Primera B Metropolitana) y el campeón del torneo reducido de la Primera C Deportivo Merlo y se jugaron en partidos de ida y vuelta. Deportivo Merlo hizo de local en el primer partido de la llave, mientras que Cambaceres jugó de local, en el partido de vuelta de la llave.
| Deportivo Merlo                                       | 0 - 0 | Cambaceres      | José Manuel Moreno | 25 de junio |
| Cambaceres                                            | 1 - 0 | Deportivo Merlo | 12 de Octubre      | 2 de julio  |
| Cambaceres mantuvo la categoría con un global de 1-0. |       |                 |                    |             |